# Pholcus xiuyan
Pholcus xiuyan — вид павуків родини Pholcidae. Описаний у 2023 році.

## Поширення
Ендемік Китаю. Поширений у провінції Ляонін на північному сході країни.